# Mariano Bogliacino
Mariano Adrián Bogliacino Hernández (Colonia del Sacramento, Departamento de Colonia, Uruguay, 2 de junio de 1980) es un exfutbolista uruguayo. Jugaba como mediocampista y su último equipo fue el Deportivo Maldonado de Uruguay.

## Trayectoria

### Comienzos
Comenzó su carrera en las categorías inferiores del club de su ciudad natal, el Plaza Colonia, y del Villa Española (1999). En 2000 volvió al Plaza Colonia, pasando al primer equipo, donde permaneció hasta 2002. En 2003 fichó con el Peñarol, pero en el verano del mismo año se mudó a España, siendo contratado por Las Palmas.

### En Italia
La temporada 2004/05 llegó a Italia para jugar en el Sambenedettese.
El año siguiente fue fichado por el Napoli, descendido a la Serie C1 en 2004 por problemas financieros, con el que ganó el campeonato y ascendió directamente a la Serie B. En 2006/07 también logró ascender directamente a la Serie A, gracias al segundo puesto conseguido. Tuvo un buen debut en Serie A, marcando 3 goles, todos en partidos de visitante, frente al Palermo, Siena y Parma. En julio de 2008 hizo su debut en una competición europea, concretamente en la Copa Intertoto, marcando el gol de la victoria en Atenas contra el Panionios. La temporada 2009/10 sumó 20 presencias (18 en Serie A, 2 en Copa de Italia), firmando dos goles ante el Cagliari y el Cittadella.
El 22 de julio de 2010 fue cedido a préstamo al Chievo Verona.
El 4 de agosto de 2011 ingresó a los treinta y dos minutos del segundo tiempo en un amistoso en el Estadio San Paolo entre el Napoli y su antiguo equipo Peñarol; el encuentro terminó 1 a 1 y Mariano ingresó en lugar del autor del gol Marek Hamšík. El 31 de agosto fue contratado por el Bari, dejando definitivamente el club napolitano con un total de 154 partidos y 19 goles. El 28 de julio de 2012 pasó a otro club de Apulia, el Lecce de la Lega Pro Prima Divisione.

## Clubes
| Club                   | País    | Año         | Part. | Goles | Asist. |
| ---------------------- | ------- | ----------- | ----- | ----- | ------ |
| Plaza Colonia          | Uruguay | 2002        | 0     | 0     | 0      |
| Peñarol                | Uruguay | 2003        | 15    | 0     | 0      |
| Las Palmas             | España  | 2003 - 2004 | 25    | 2     | 0      |
| Sambenedettese         | Italia  | 2004 - 2005 | 31    | 5     | 3      |
| Napoli                 | Italia  | 2005 - 2010 | 156   | 20    | 11     |
| Chievo Verona (cedido) | Italia  | 2010 - 2011 | 36    | 1     | 4      |
| Bari                   | Italia  | 2011 - 2012 | 28    | 1     | 5      |
| Lecce                  | Italia  | 2012 - 2015 | 77    | 20    | 5      |
| Plaza Colonia          | Uruguay | 2015 - 2018 | 82    | 1     | 6      |
| Deportivo Maldonado    | Uruguay | 2019 - 2021 | 59    | 2     | 1      |
| Total carrera          |         | 2002 - 2023 | 527   | 60    | 42     |

## Palmarés

### Títulos nacionales
| Título              | Equipo        | País    | Año     |
| ------------------- | ------------- | ------- | ------- |
| Torneo Clausura (1) | Peñarol       | Uruguay | 2003    |
| Campeonato Uruguayo | Peñarol       | Uruguay | 2003    |
| Serie C             | Napoli        | Italia  | 2005-06 |
| Torneo Clausura (2) | Plaza Colonia | Uruguay | 2016    |